# Blas Ziarreta
Blas Ziarreta Obregón (Santurce, Vizcaya, 6 de febrero de 1947), es un entrenador de fútbol nacional. Desde 2004 es uno de los responsables de captación y de relaciones con los clubs convenidos del Athletic Club.

## Carrera deportiva
Tras una larga trayectoria como entrenador de fútbol, en 2004 se incorporó al organigrama del Athletic Club como coordinador de relaciones con los clubes convenidos. En 2008 pasó a desempeñar un nuevo cargo para la optimización de Instalaciones, captación y fidelización de Jugadores, representantes de Jugadores, proceso final de formación y atención a Clubes Convenidos).

## Trayectoria como entrenador
- Club Deportivo Santurtzi 1974-1976
- Sestao Sport Club 1978-1979
- SD Erandio 1982-1983
- Club Deportivo Santurtzi 1983-1985
- SD Lemona: 1987-1988
- Sestao Sport Club 1988-1991
- Bilbao Athletic 1991-1993
- Sestao Sport Club 1993-1996
- Club Deportivo Aurrera de Vitoria 1996-1997
- Burgos CF 1997-1998
- Gernika Club 1998
- Club Deportivo Badajoz 1998-1999
- SD Eibar 1999-2003